# Mesko
Mesko – przedsiębiorstwo powołane w 1922 r., a działające od 25 sierpnia 1924 r. początkowo jako Państwowa Fabryka Amunicji następnie Zakłady Metalowe MESKO SA. Obecnie przedsiębiorstwo produkuje broń i amunicję z siedzibą w Skarżysku-Kamiennej. Oznaczenie producenta to 21. Fabryka dawniej była producentem m.in. artykułów gospodarstwa domowego, w okresie PRL należała do zjednoczenia „Predom”.
Obecnie część koncernu Polska Grupa Zbrojeniowa, a dawniej należąca do Bumar. W skład MESKO SA wchodzą Dezamet, FPS, Z. Ch. Nitrochem, BZE Belma i ZM Kraśnik.

## Aktualne produkty
- Grom – przeciwlotniczy zestaw rakietowy
- Piorun – przeciwlotniczy zestaw rakietowy
- SPIKE-LR – przeciwpancerny zestaw rakietowy
- NLPR-70 – niekierowany lotniczy pocisk rakietowy kalibru 70 mm, przeznaczony do zwalczania celów nawodnych i naziemnych
- amunicja kalibru 5,45 mm, 5,56 mm, 7,62 × 39 mm, 7,62 × 51 mm, 7,62 × 54R mm; 9 × 18 mm, 9 × 19 mm; 12,7 × 99 mm; 23 × 152B mm; 30 × 173 mm; 35 mm

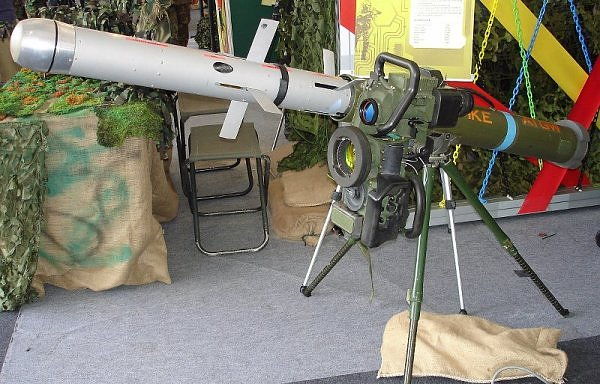
Pocisk przeciwpancerny Spike LR
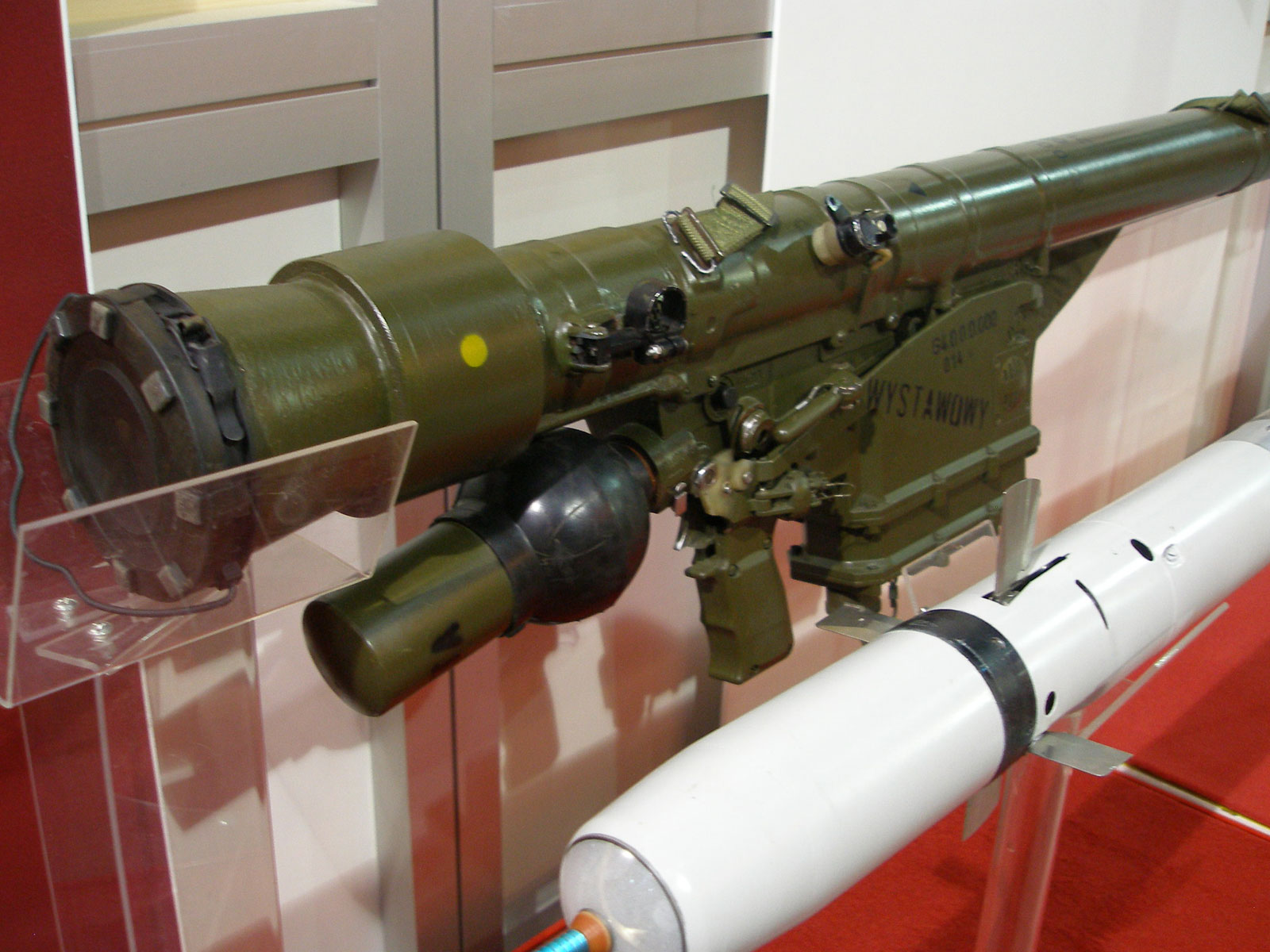
Pocisk przeciwlotniczy „Grom”
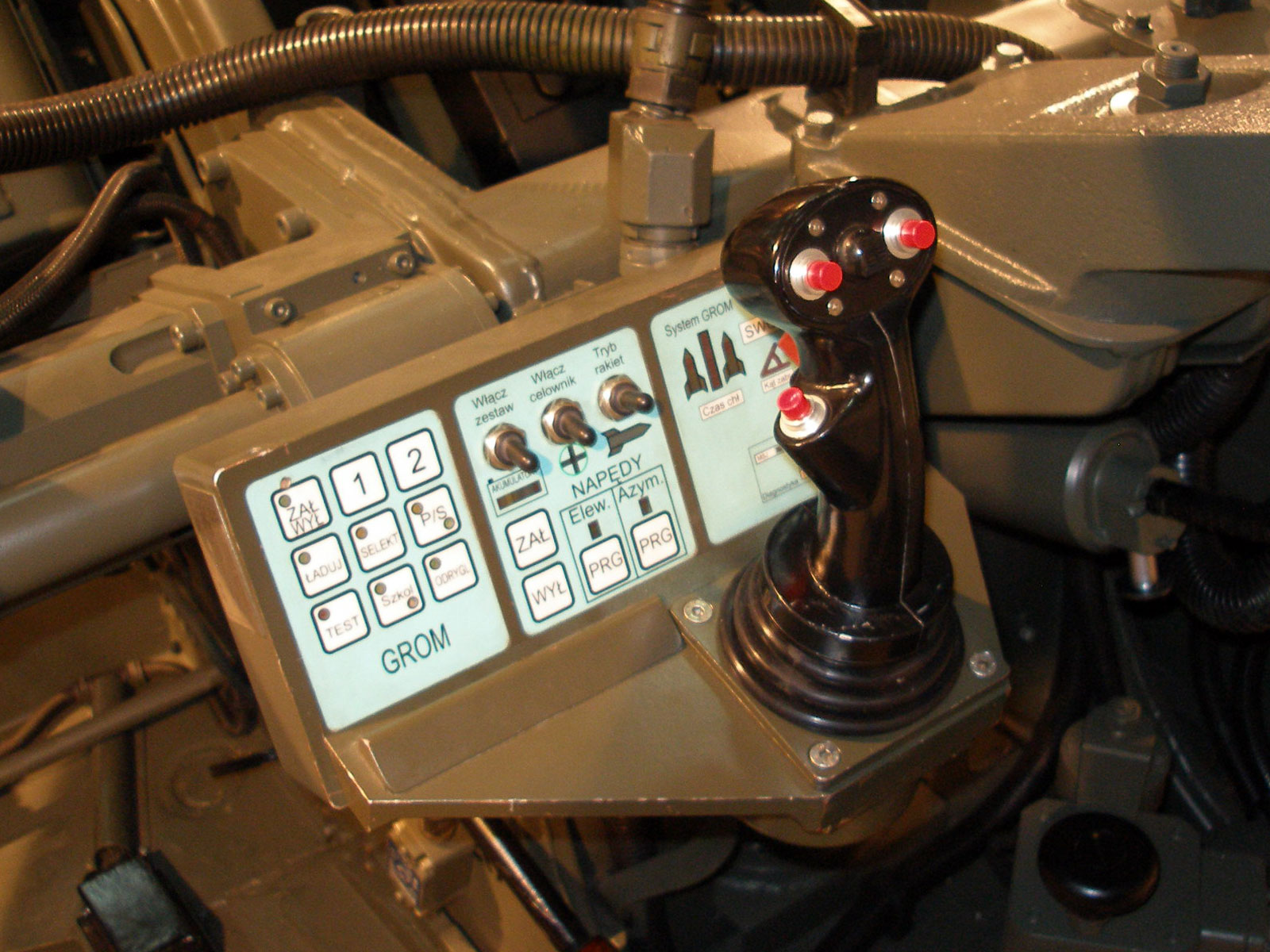
Pulpit sterowniczy PZR „Grom”

## Produkty rozwijane
- Przy współpracy z norweskim Kongsbergiem realizowany jest program wdrożeniowy naprowadzanej laserem rakiety precyzyjnego rażenia kal. 70 mm, jest to element offsetu towarzyszącego programowi zakupu dla polskiej Marynarki Wojennej norweskich przeciwokrętowych pocisków manewrujących Kongsberg Defence & Aerospace(inne języki) NSM.
- W najbliższym czasie zakończą się prace nad amunicją programowalną 35 × 228 mm do opracowywanego, zdalnie sterowanego systemu przeciwlotniczego ZSSP-35 Hydra.
- We współpracy z fińskim NAMMO trwają prace nad uruchomieniem produkcji amunicji 30 × 173 mm z pociskiem detonującym w zadanym punkcie toru lotu, która ma być przeznaczona do KTO Rosomak.
- Obecnie trwają prace nad wdrożeniem i uruchomieniem produkcji amunicji .338 Lapua Magnum przeznaczonej do broni wyborowej m.in. OBRSM karabinu Alex-338
- W ramach współpracy z ITWL opracowano 15-lufową wyrzutnię niekierowanych pocisków rakietowych kal. 70 mm WW-15 zintegrowaną z uzbrojeniem śmigłowca PZL W-3PL Głuszec.
- Od grudnia 2009 trwają prace nad projektem badawczo-rozwojowym dwustopniowej rakiety krótkiego zasięgu, realizowanym przez Wojskową Akademię Techniczną, Zakłady Metalowe Mesko, Bumar i Fabrykę Produkcji Specjalnej Gamrat. Produkt pod nazwą Błyskawica został zaprezentowany na targach MSPO 2012 prowadzonych przez Targi Kielce.

## Historia

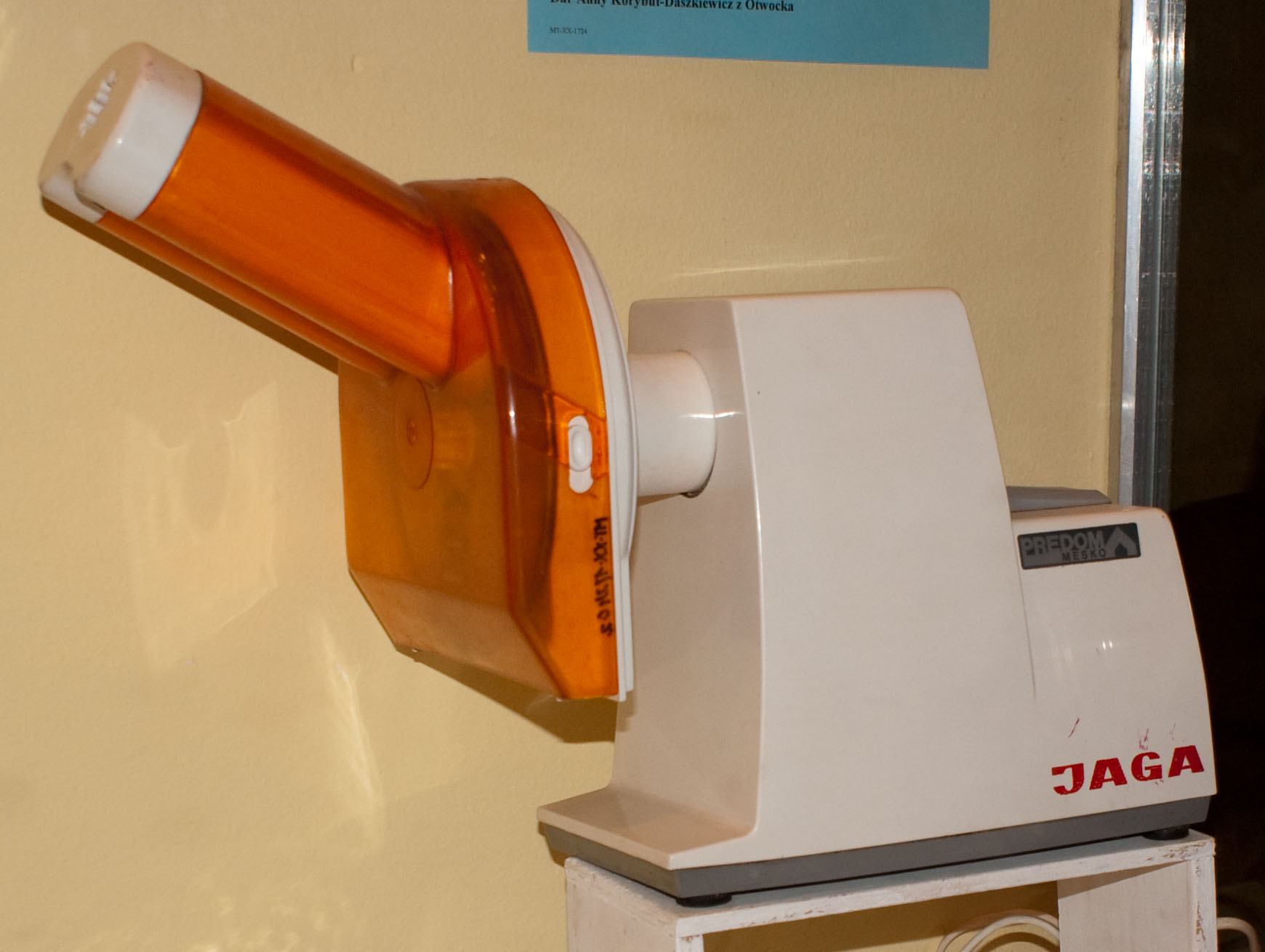
Wieloczynnościowa elektryczna maszynka kuchenna Jaga EM-1 (eksponat warszawskiego Muzeum Techniki)

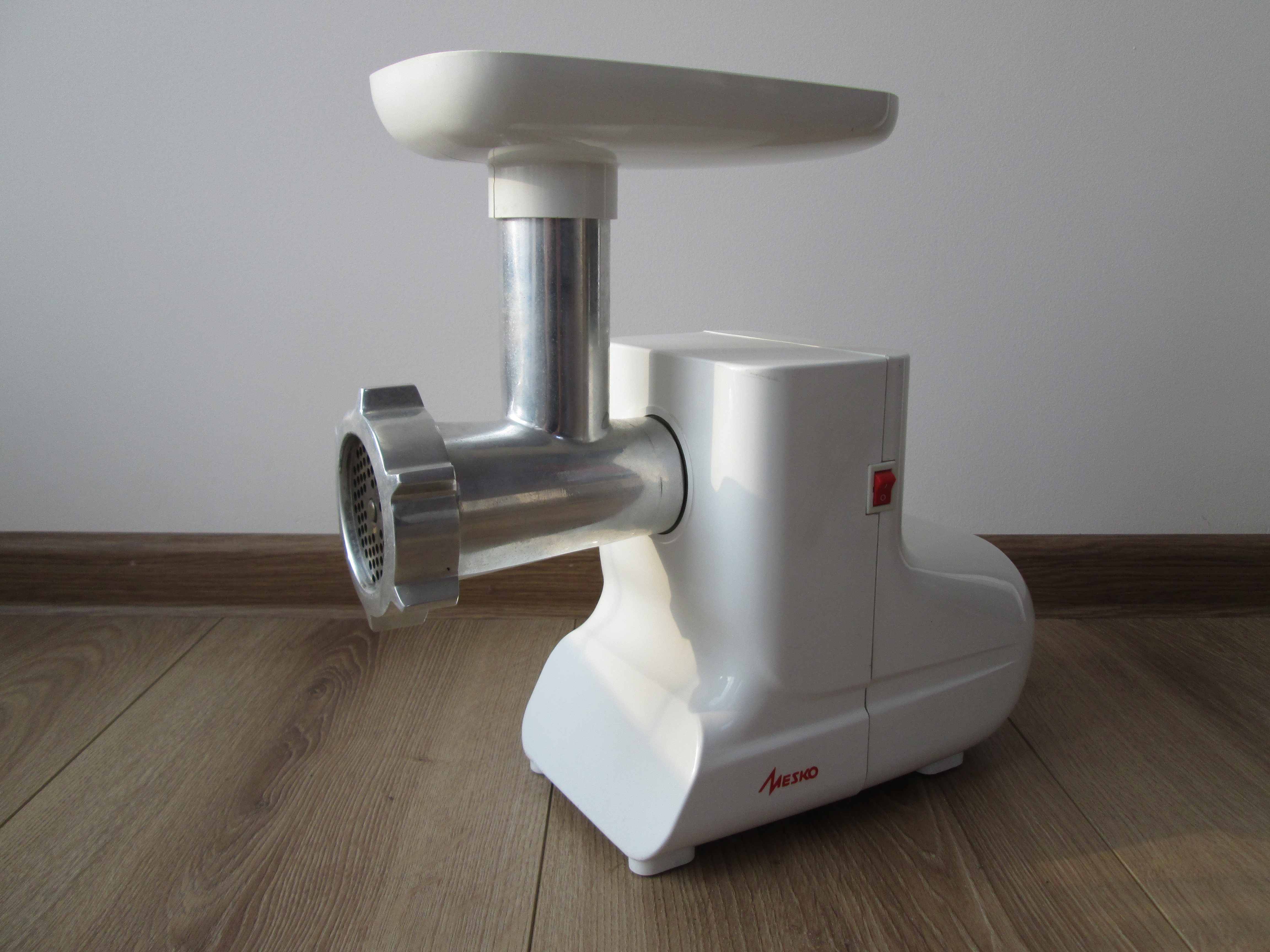
Elektryczna maszynka do mielenia EM-2 produkcji ZM MESKO

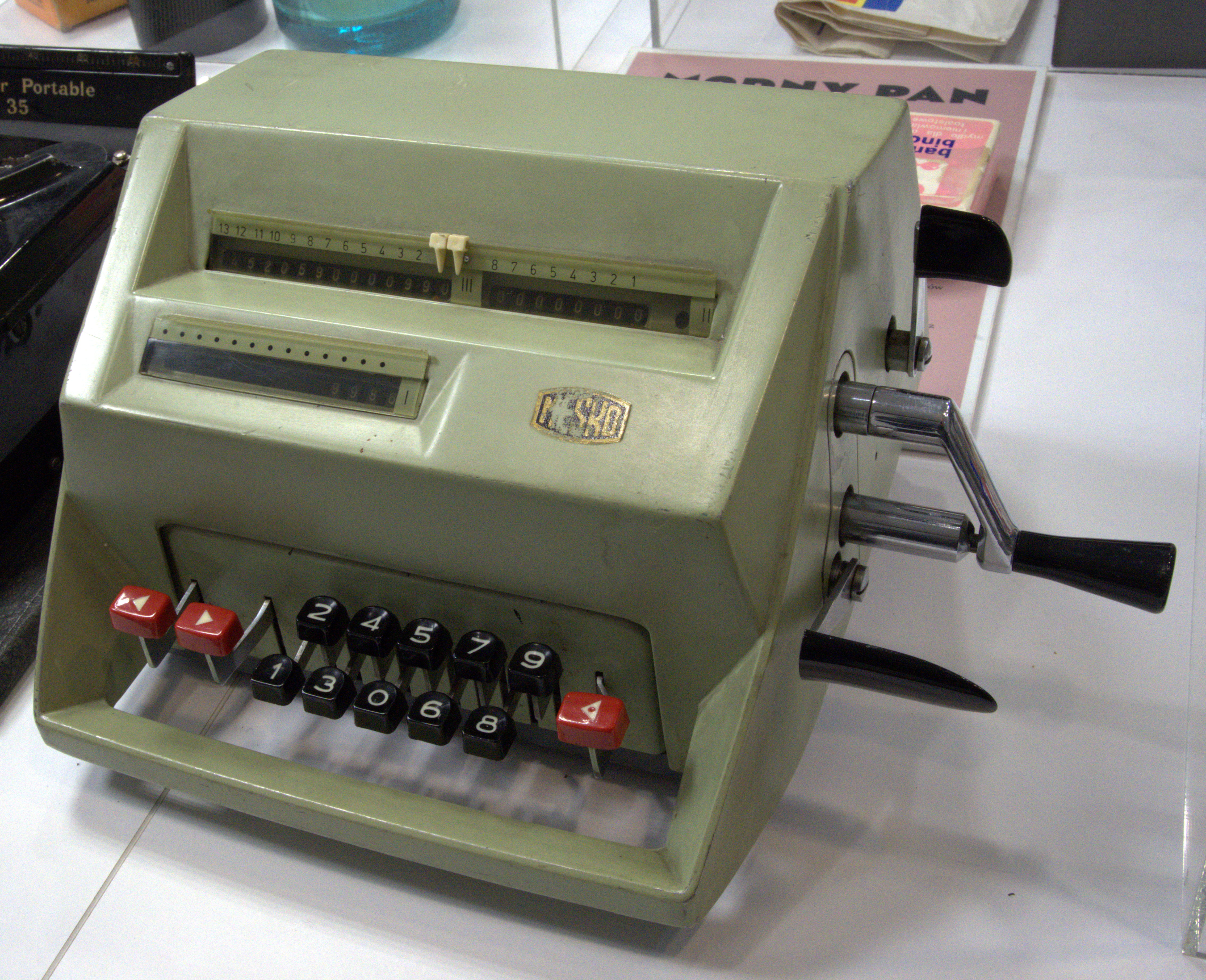
Ręczna maszyna kalkulacyjna

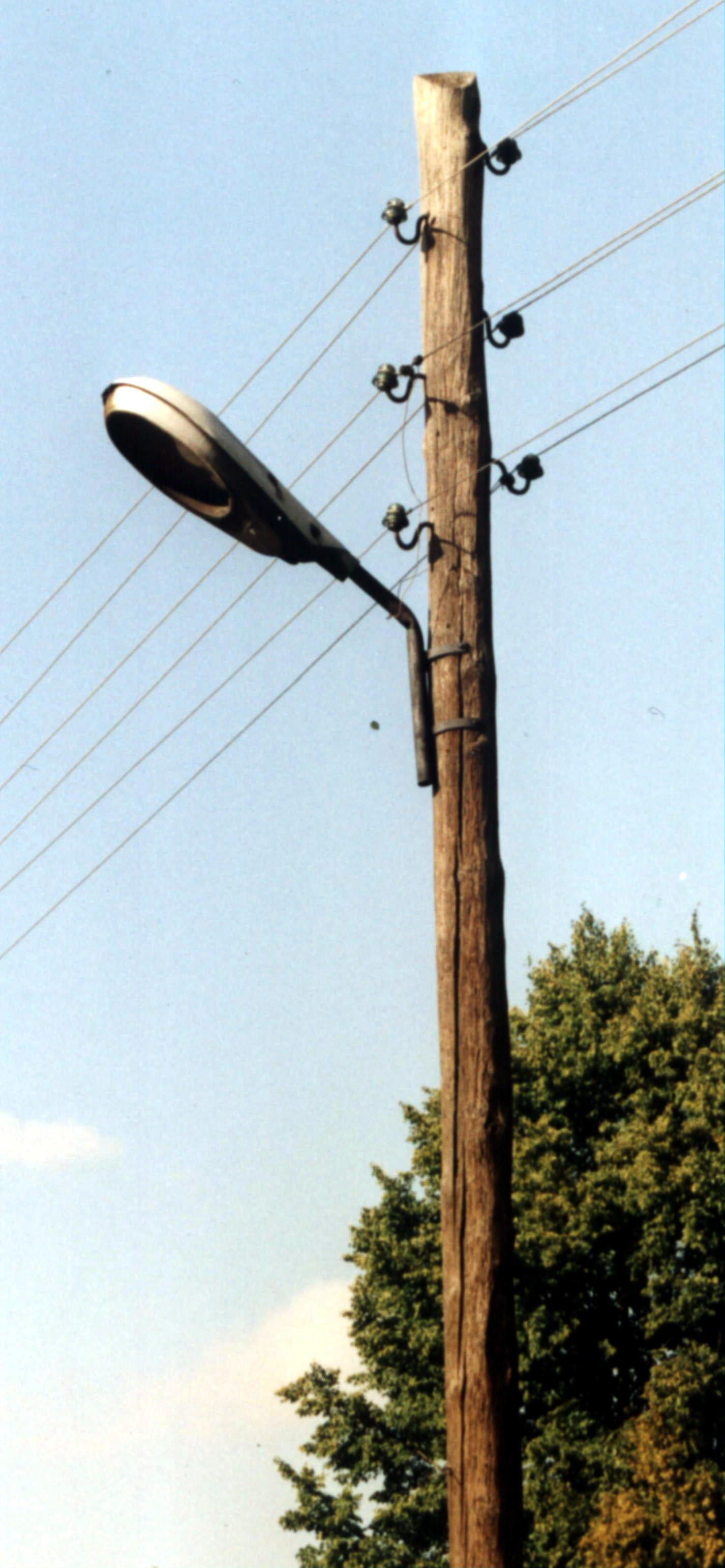
Uliczna oprawa oświetleniowa produkcji MESKO, seria ORZ-6 lub ORZ-7

O wyborze dzisiejszego Skarżyska-Kamiennej na lokalizację fabryki uzbrojenia zadecydowała lokalizacja w tzw. trójkącie bezpieczeństwa oraz przebieg linii kolejowej przez wówczas jeszcze osadę. Za oficjalną datę uruchomienia fabryki, wtedy Państwowej Fabryki Amunicji, uznaje się 25 sierpnia 1924 r.
Od 1934 dyrektorem naczelnym Państwowej Fabryki Amunicji (PFA) był inż. Władysław Jakubowski.
Podczas II wojny światowej po wkroczeniu Wehrmachtu do Skarżyska, Niemcy wydali obwieszczenie do ludności nawołujące do zgłaszania się na swoje uprzednie miejsca pracy. Fabrykę przejęły niemieckie przedsiębiorstwa – Zakład Nr 1 przejęła firma HASAG (Hugo Schneider Aktiengesellschaft) mająca siedzibę w Lipsku, a firma Richling przejęła Zakład Nr 3 (gdzie produkowano zapalniki). Produkowano tam również m.in. amunicję do karabinu Mauser.
Okres maksymalnego zatrudnienia w zakładach przypadał na lata 50 XX w. i 60 XX w., kiedy zatrudniano blisko 22 tysiące osób. Pracownicy dojeżdżali z miejscowości odległych nawet o 100 km od zakładów. Jeszcze kilkanaście lat temu większość latarni ulicznych w Polsce była wyposażona w oprawy tej firmy.
W okresie Polskiej Rzeczypospolitej Ludowej, kiedy zakład należał do zjednoczenia Predom, wytwarzano również m.in.:
- zamki,
- rowery,
- silniki spalinowe do rowerów,
- szlifierki do łożysk,
- maszyny włókiennicze i krosna (na licencji firmy Saurer),
- maszyny do liczenia dla księgowości,
- kalkulatory elektroniczne,
- kosiarki konne,
- przyczepy samochodowe lekkie,
- oprawy oświetleniowe[6],
- elektryczny sprzęt gospodarstwa domowego AGD: maszynki do mięsa i sokowirówki(inne języki) (także na licencji firmy Hitachi) z licznymi przystawkami, np. wielofunkcyjna maszynka EM-1 Jaga z przystawką do przecierów czy mechanicznym otwieraczem do konserw,
- roboty kuchenne wieloczynnościowe Bartek, RKS i Bauknecht (A2-1, AL2-1, KU-2 – na licencji),
- kuchnie gazowe,
- płyty gazowe i gazowo-elektryczne,
- iskrowniki do motocykla WSK 125,
- kosiarki przydomowe elektryczne i spalinowe oraz sprzęt rolniczy (kosiarki rotacyjne, przetrząsarko-zgrabiarki, zgrabiarki i mikrociągniki RJS-1, RJS-1B i RJS-1BL),
- serwomechanizmy dla Fiata (do Cinquecento).

Na początku lat 90. XX w. przedsiębiorstwo przeszło proces restrukturyzacji i prywatyzacji, przez co utworzono spółki (istniejące do dziś) MESKO-ROL i MESKO-AGD, które przejęły produkcję maszyn rolniczych (ROL) i sprzętu AGD, robotów dla małej gastronomii i kosiarek przydomowych (AGD). W 1990 roku nawiązano współpracę gospodarczą z holenderską firmą PZ Zweegers & Zonen sfinalizowaną zakupem licencji na produkcję kosiarek rotacyjnych. Zakłady ROL i AGD początkowo zajmowały się produkcją sprzętu zarówno dla użytku domowego, jak i dla gastronomii.
Obecnie przedsiębiorstwo posługujące się jakiś czas firmą Bumar Amunicja, a obecnie ponownie MESKO, wchodzi w skład Polskiej Grupy Zbrojeniowej SA mającej siedzibę w Radomiu. W 2012 roku z Mesko połączono Fabrykę Produkcji Specjalnej (FPS) Sp. z o.o. z Bolechowa (utworzoną w 2004 roku i zajmującą się produkcją amunicji większego kalibru i rakietowej).
27 września 2011 r. na posiedzeniu Sądu Rejonowego w Kielcach, X Wydziału Krajowego Rejestru Sądowego zmieniono dane w Krajowym Rejestrze Sądowym KRS 0000041811. Zmiana dotyczy nazwy z Zakłady Metalowe „MESKO” Spółka Akcyjna na Bumar Amunicja Spółka Akcyjna.
Zagraniczni kontrahenci skarżyskie przedsiębiorstwo kojarzyli ze starą marką MESKO, dlatego rebranding stał się przyczyną strat spółki w sprzedaży amunicji. Stąd na 90-lecie przedsiębiorstwa postanowiono ponownie zmienić nazwę, na MESKO Spółka Akcyjna. Zmiana oficjalnie nastąpiła 4 marca 2014.